# Alcsík

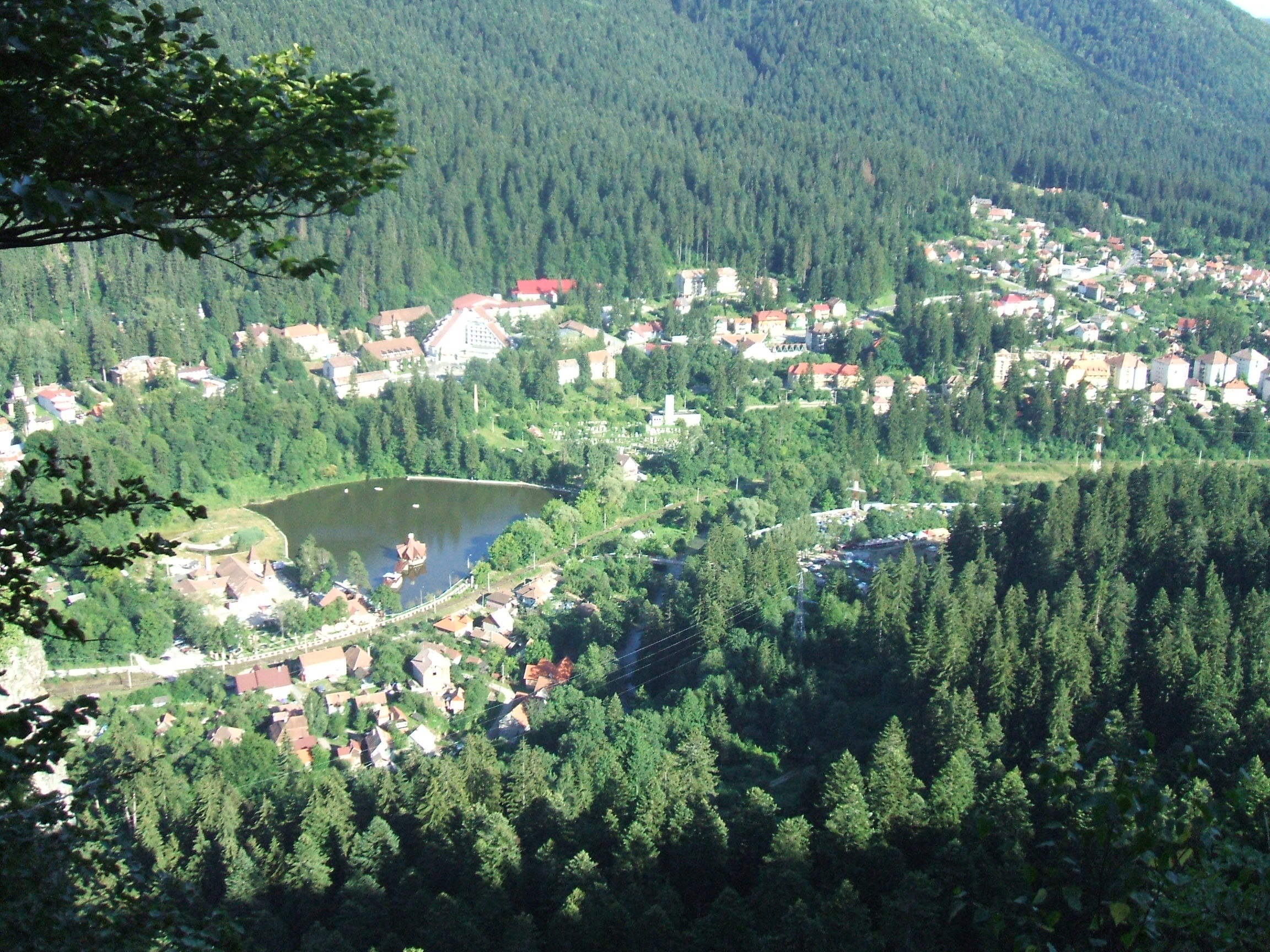
Tusnádfürdő látképe

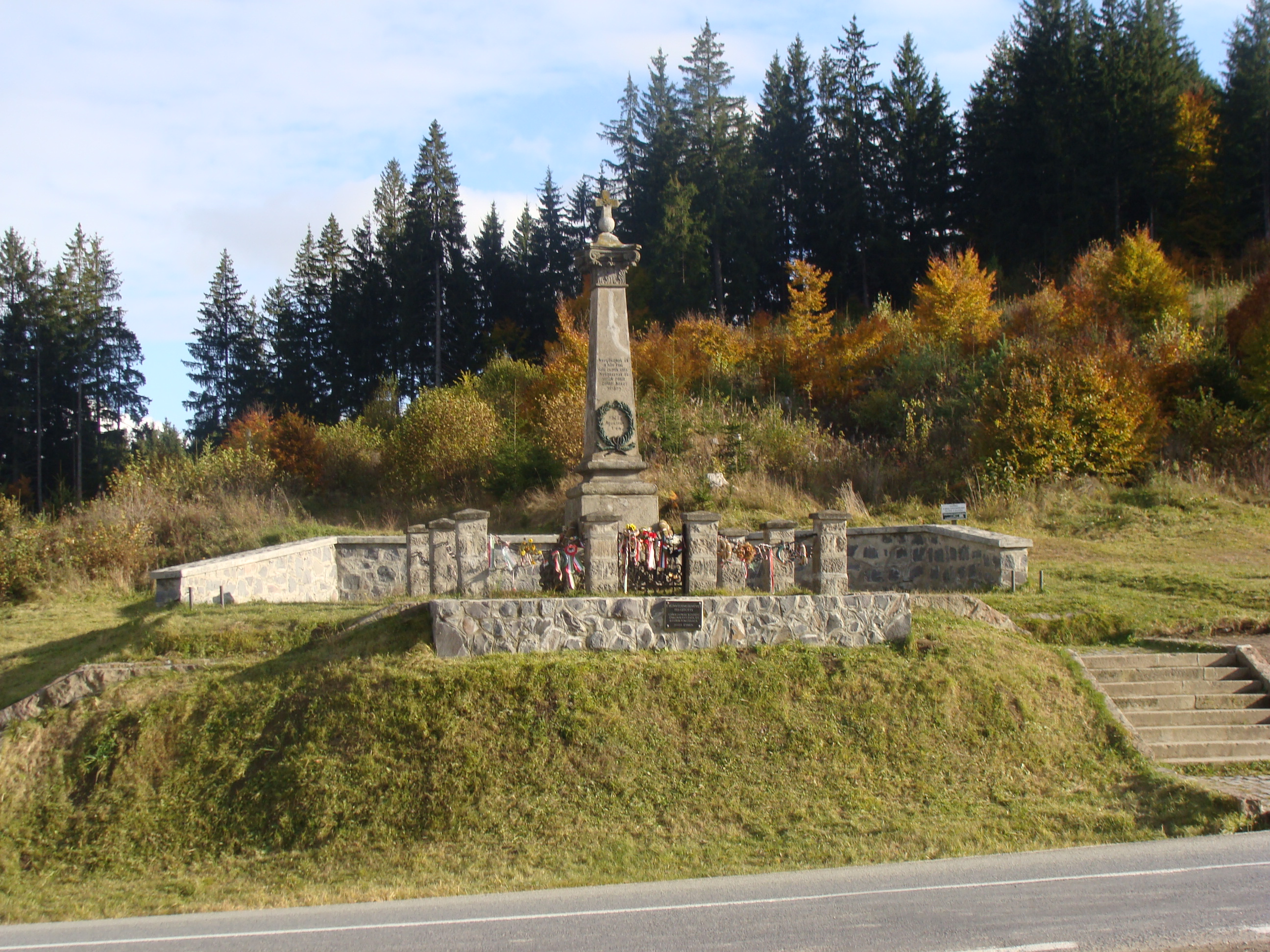
A Nyergestetői ütközet emlékműve Nyerges-tetőn, Csíkkozmás közelében

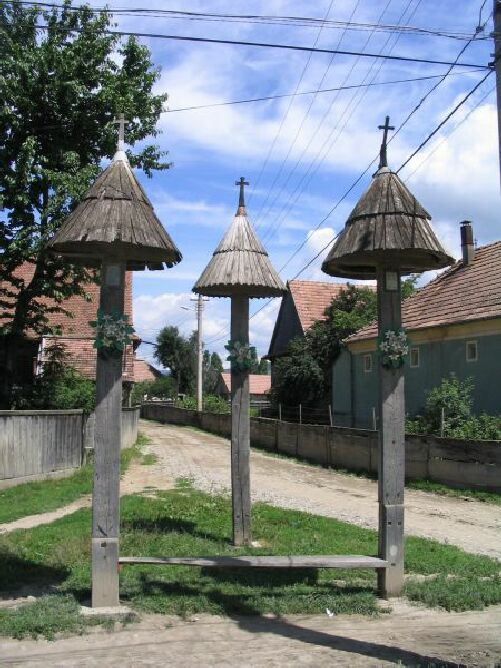
Haranglábak Csíkcsekefalván

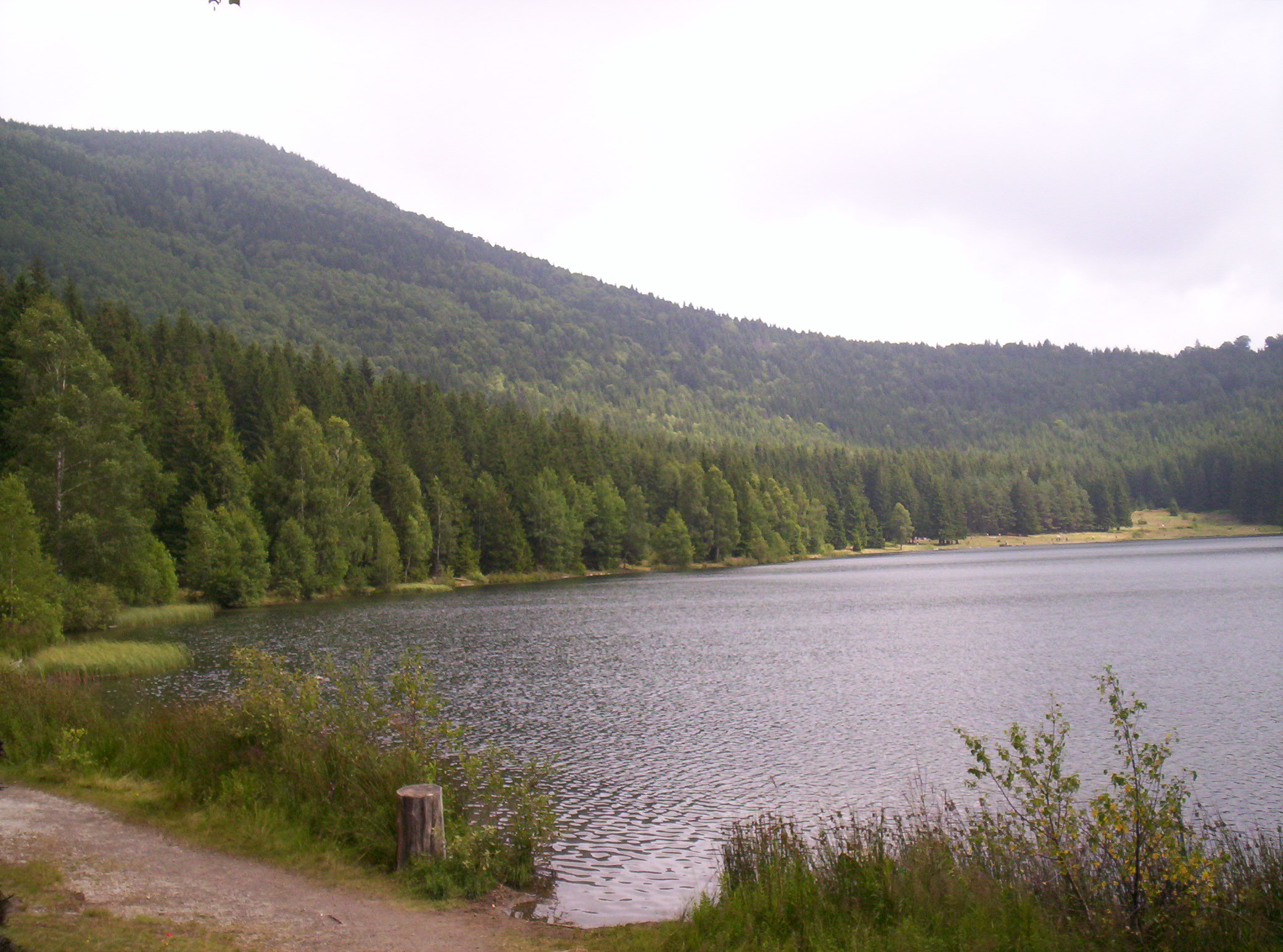
Szent Anna-tó

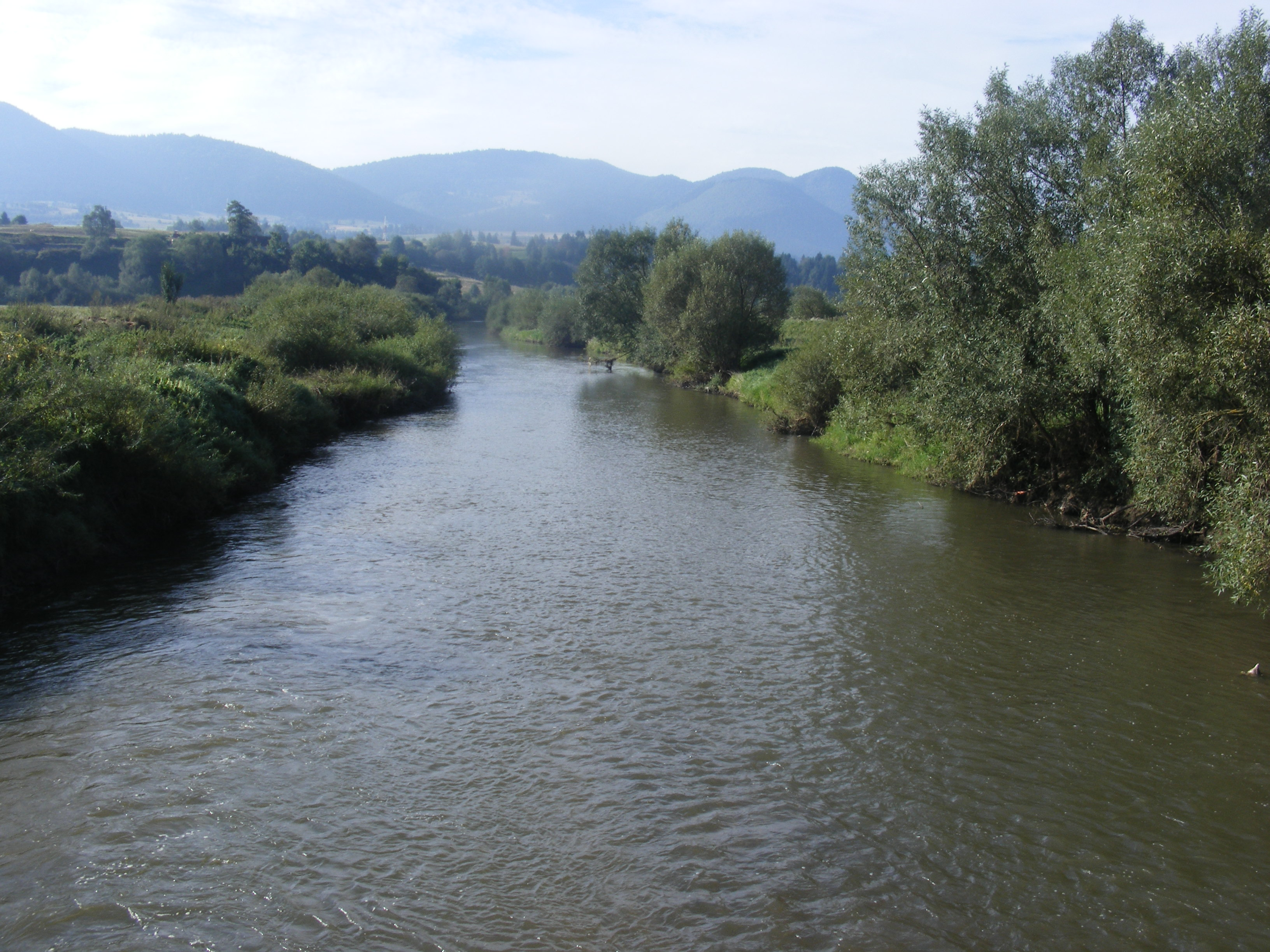
Az Olt vize Újtusnád mellett

Alcsík egy kistáj Romániában, a Csíki-medence területének Csíkszeredától délre eső része, mely nyújtott kör alakú; 18 km hosszú, 10 km széles medence. A népnyelvben Csíkszék gyakran szerepelt Csíkországként. Ennek megfelelően Alsócsíkot és emlegették egykor Alsó-Csíkországként.

## Leírása
Alcsík egykor Csíkszék fiúszéke volt. A terület már ősidők óta lakott hely.
A két részből (Alcsík és Felcsík) álló Csíki-medence alsó részét képezi. A köztük lévő választóvonal a régió legnagyobb települése Csíkszereda.
Alcsík területe sűrűn lakott, falvai a Tusnádi-szorostól a Zsögödi-szorosig terjednek. Keleti részét az Olt magasabb teraszain kialakult települések alkotják, a nyugati rész falvai szorosan követik az Olt vonalát.
Folyói az Olt és a Fiság.

## Természeti értékei
A borvízkincs és a mofettafeltörések, melyek az idegenforgalom, azon belül a gyógyturizmus alapját képezik.

## Nevezetességek
- Nyerges-tető
- Szent Anna-tó
- Mohos-tőzegláp
- Csíkmenasági római katolikus templom
- Csíkszentgyörgyi római katolikus vártemplom
- Csíkszentkirályi római katolikus templom
- Csíkszentmártoni római katolikus templom
- Csíkszentimrei római katolikus templom
- Bálványosi Nyári Szabadegyetem és Diáktábor
- Csíkszentgyörgyi Nagyboldogasszony-kápolna

## A környék gyógyvizei
- Tusnádi borvíz
- Tusnádfürdő
- Tusnádi borvíz
- Sószékfürdő
- Csíkverebes borvízforrásai és borvízfürdője
- Csatószegi borvíz
- Sószékfürdő
- Csíkbánkfalva borvízforrásai
- Csíkszentgyörgy borvízforrásai
- Pottyond borvízforrásai
- Adorjánfürdő
- Csíkszentmárton borvízforrásai és népi fürdői

## Alcsík települései
- Csatószeg
- Csíkbánkfalva
- Csíkcsekefalva
- Csíkkozmás
- Csíkménaság
- Csíkszentgyörgy
- Csíkszentkirály
- Csíkszentmárton
- Csíkszentimre
- Csíkszentsimon
- Csíkverebes
- Kotormány
- Lázárfalva
- Ménaságújfalu
- Pottyond
- Tusnád
- Tusnádfürdő
- Újtusnád